# John Quintero Villar
Johnn Jairo Quintero Villar  (Cali, 11 de mayo de 1973) es un pintor, escultor y dibujante colombiano.

## Biografía
John Quintero Villar, pintor, escultor y dibujante.
Nació en Santiago de Cali, Colombia, el 11 de mayo de 1973, es el segundo de tres hermanos, a temprana edad sintió gusto por dibujar, pero abandonó el dibujo y la pintura durante un tiempo y se dedicó a otros oficios, pero luego y después de algunos años, retomó el arte. Estudió y se graduó en Artes plásticas del Instituto Popular de Cultura de Cali, sus estudios tuvieron como énfasis las técnicas pictóricas. Además, estudió una licenciatura en Educación artística en la Fundación Universitaria Católica Lumen Gentium en Cali.
Ha participado en muestras artísticas en Colombia y Estados Unidos.

## Estilo
A través de su estilo llamado: arte semántico, como lo denomina el propio artista, Quintero Villar intenta encontrar esa estrecha relación que existe entre las artes plásticas y el lenguaje de las palabras, para lo cual, este artista recurre al estudio de disciplinas como la lingüística, la semiología y la semántica, con el fin de hallar esas relaciones entre imágenes, formas y palabras, poniendo especial énfasis en el estudio de la semántica, la cual es la disciplina que estudia el significado de los símbolos y los signos.
Para John Quintero Villar el símbolo es un elemento clave para crear sus obras, ya que a través de imágenes de carácter simbólico expresa sus ideas. Su proceso creativo lo inicia utilizando palabras a partir de las cuales crea sus obras, y así muestra la relación entre palabras e imágenes. De igual manera, plantea la importancia tanto del lenguaje simbólico, como del lenguaje lingüístico o del signo lingüístico, mediante los cuales representamos las ideas de las cosas, lenguajes que cumplen una función  primordial en la construcción e interpretación de nuestra realidad. Por una parte el signo lingüístico designa de manera concreta y definida a los objetos, las acciones y las características de algo, entre otras, y por otro lado el símbolo representa una idea o concepto amplio, no definido del todo. Por lo tanto, el símbolo es un elemento que no tiene un significado único y permite que sus obras estén abiertas a varias interpretaciones dependiendo de quién las observe y de su propia percepción.

## Galería

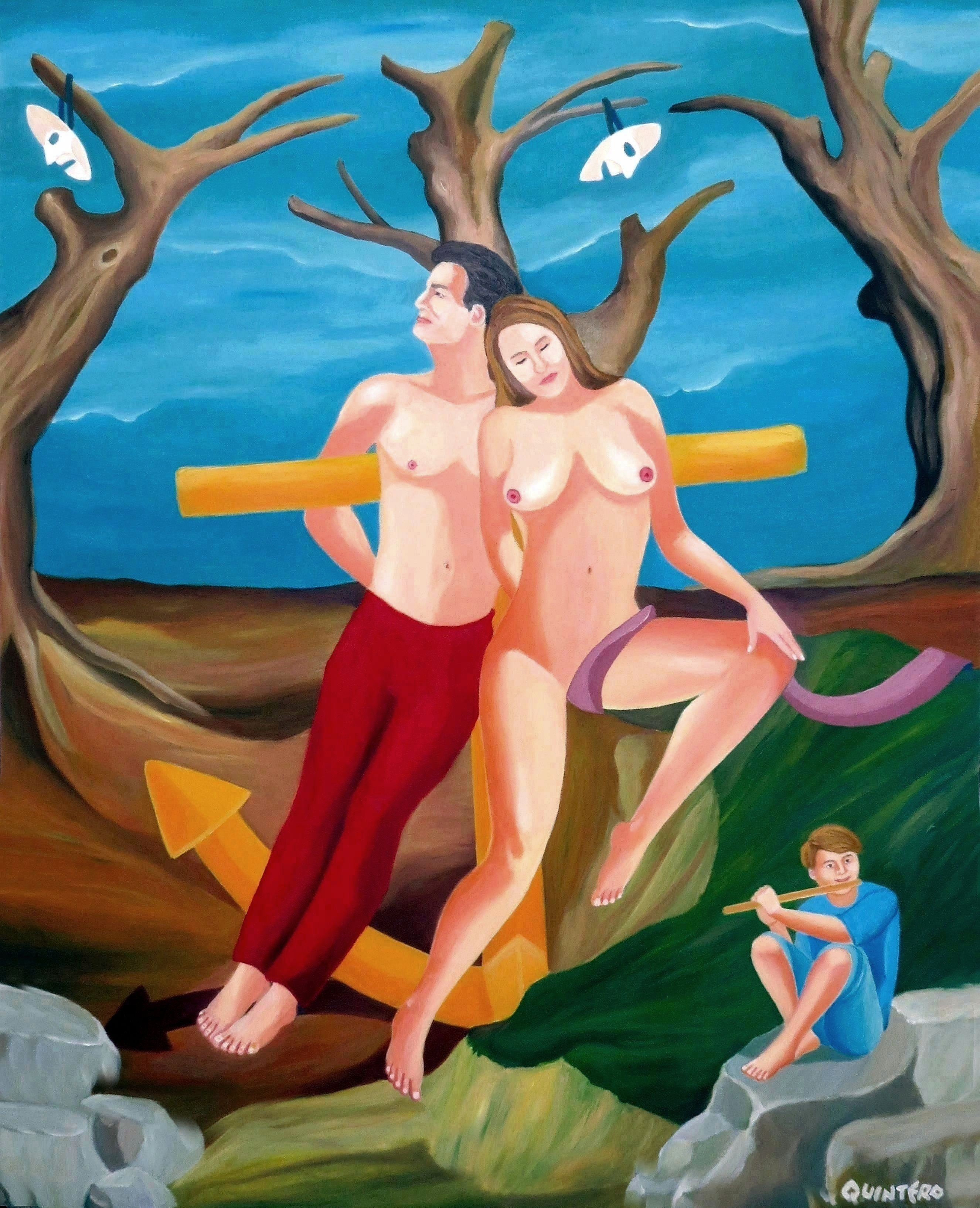
Canto de sirena
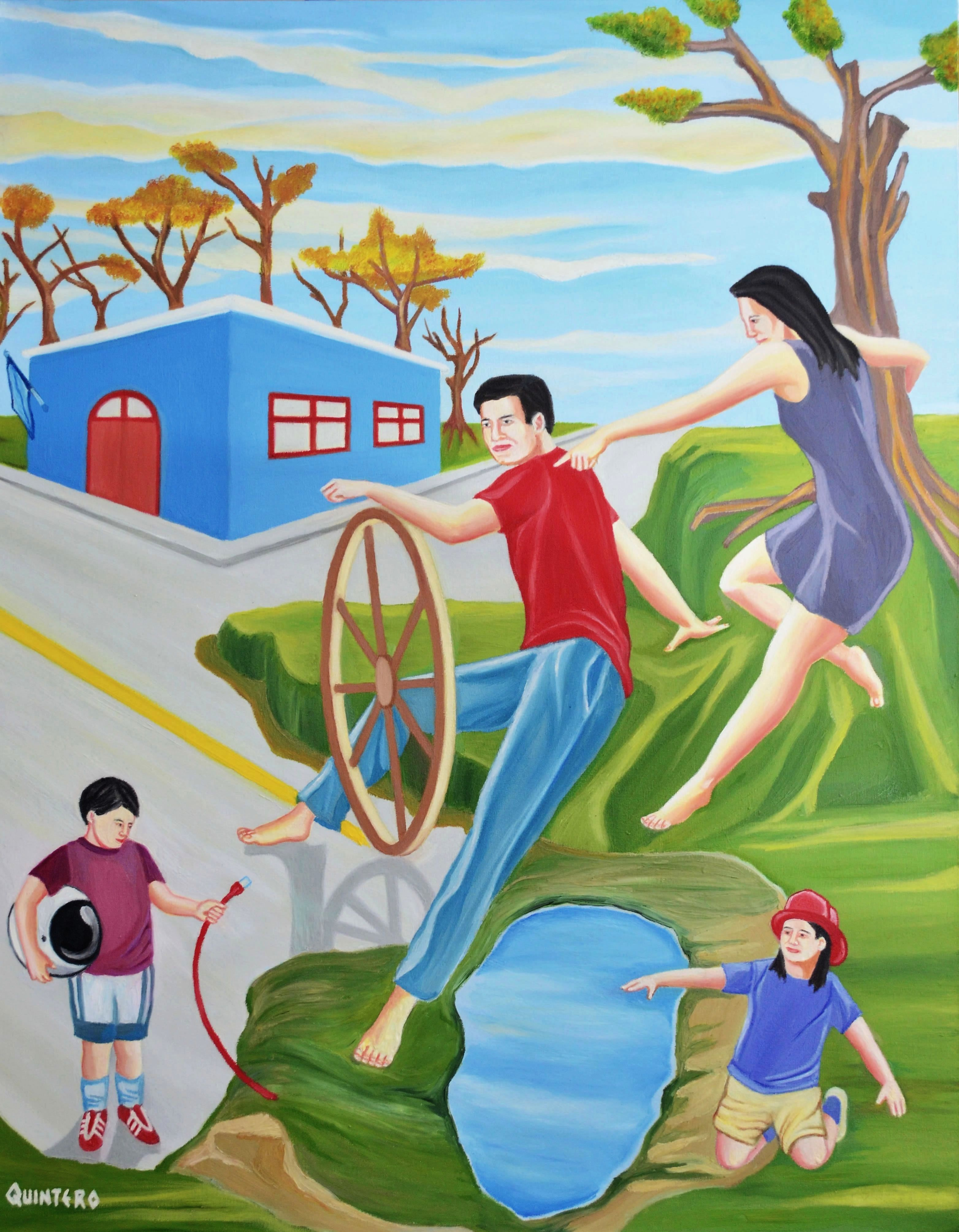
Progreso, futuro, destino
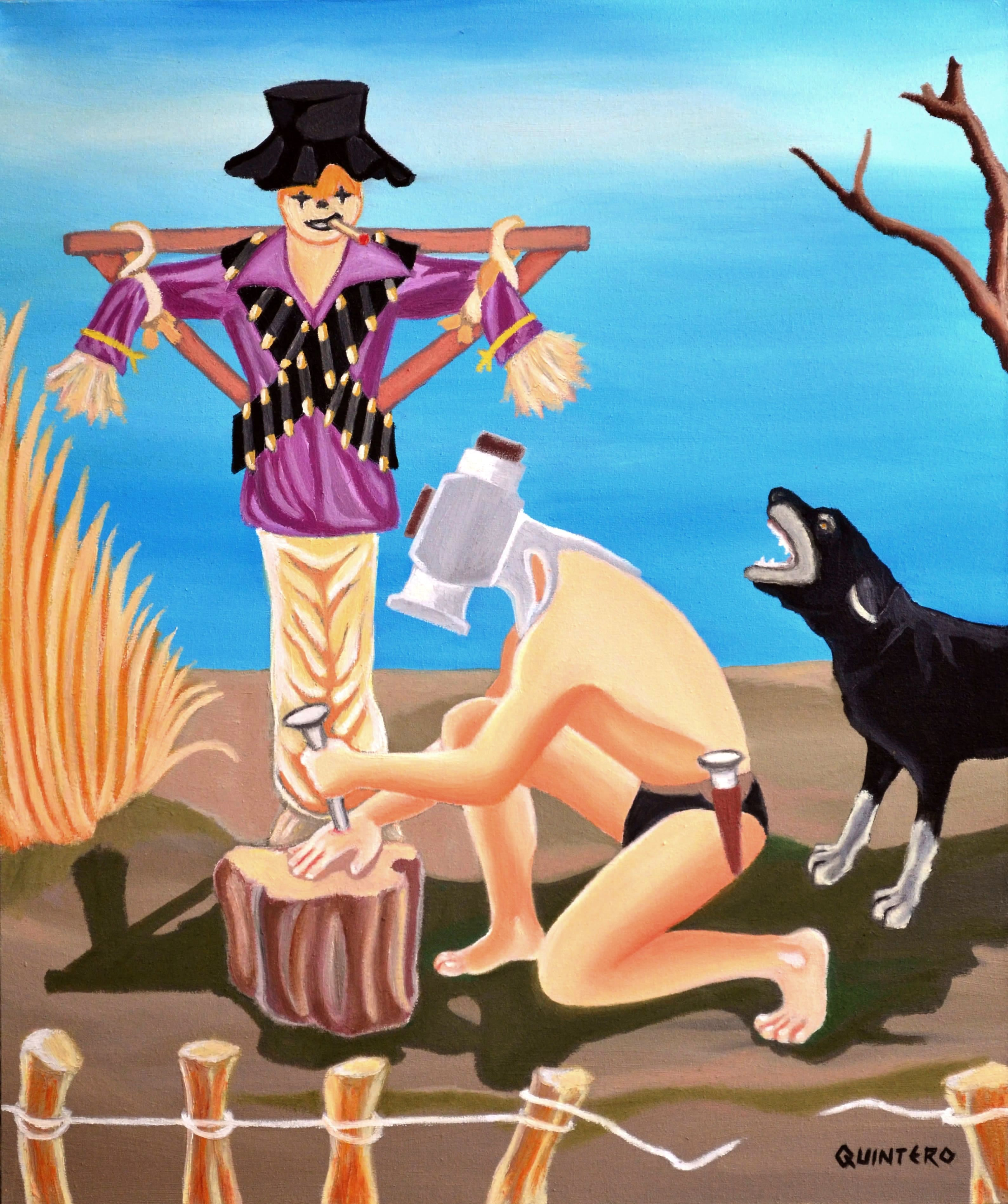
Autodestrucción
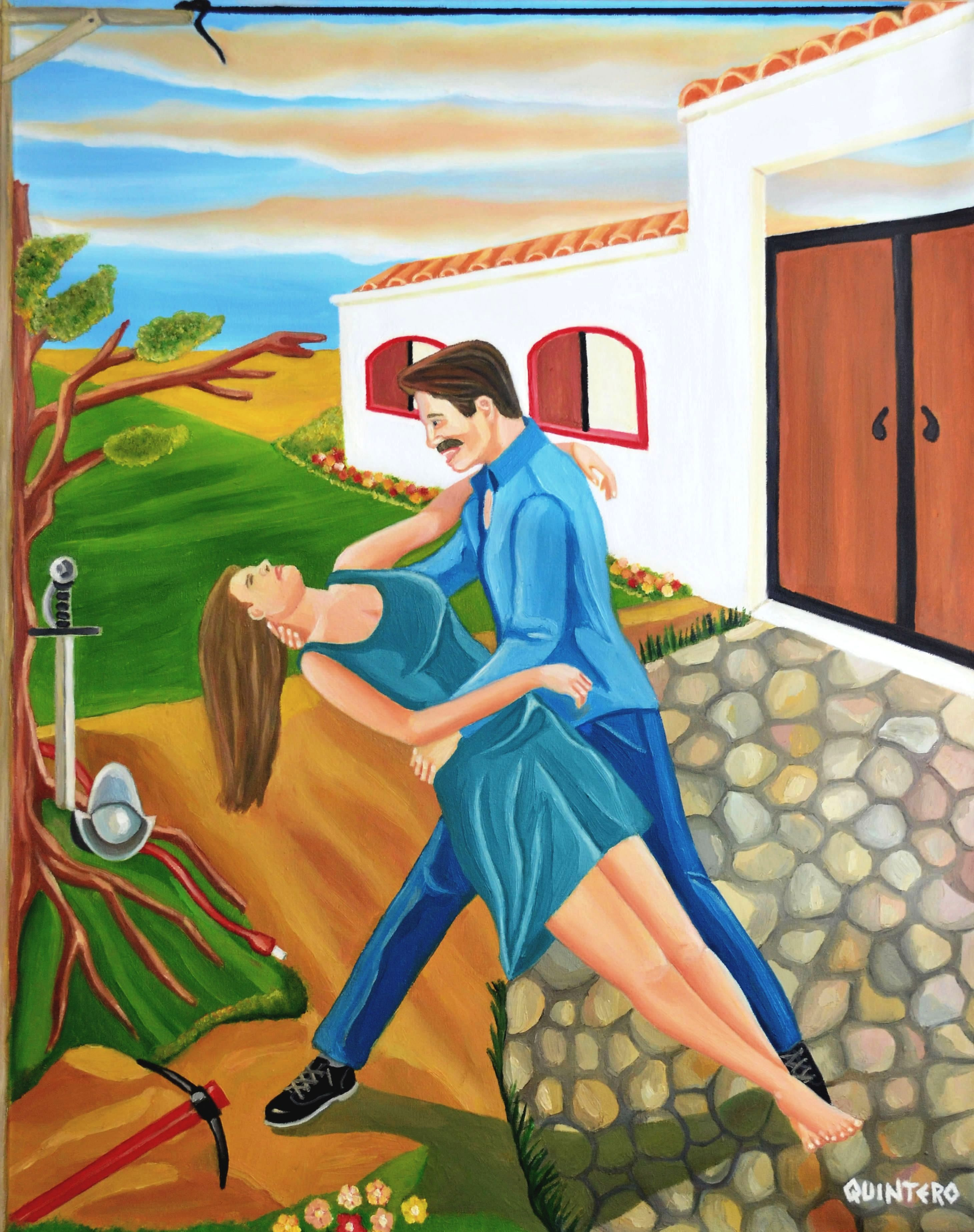
El sudor del sol, las lágrimas de la tierra
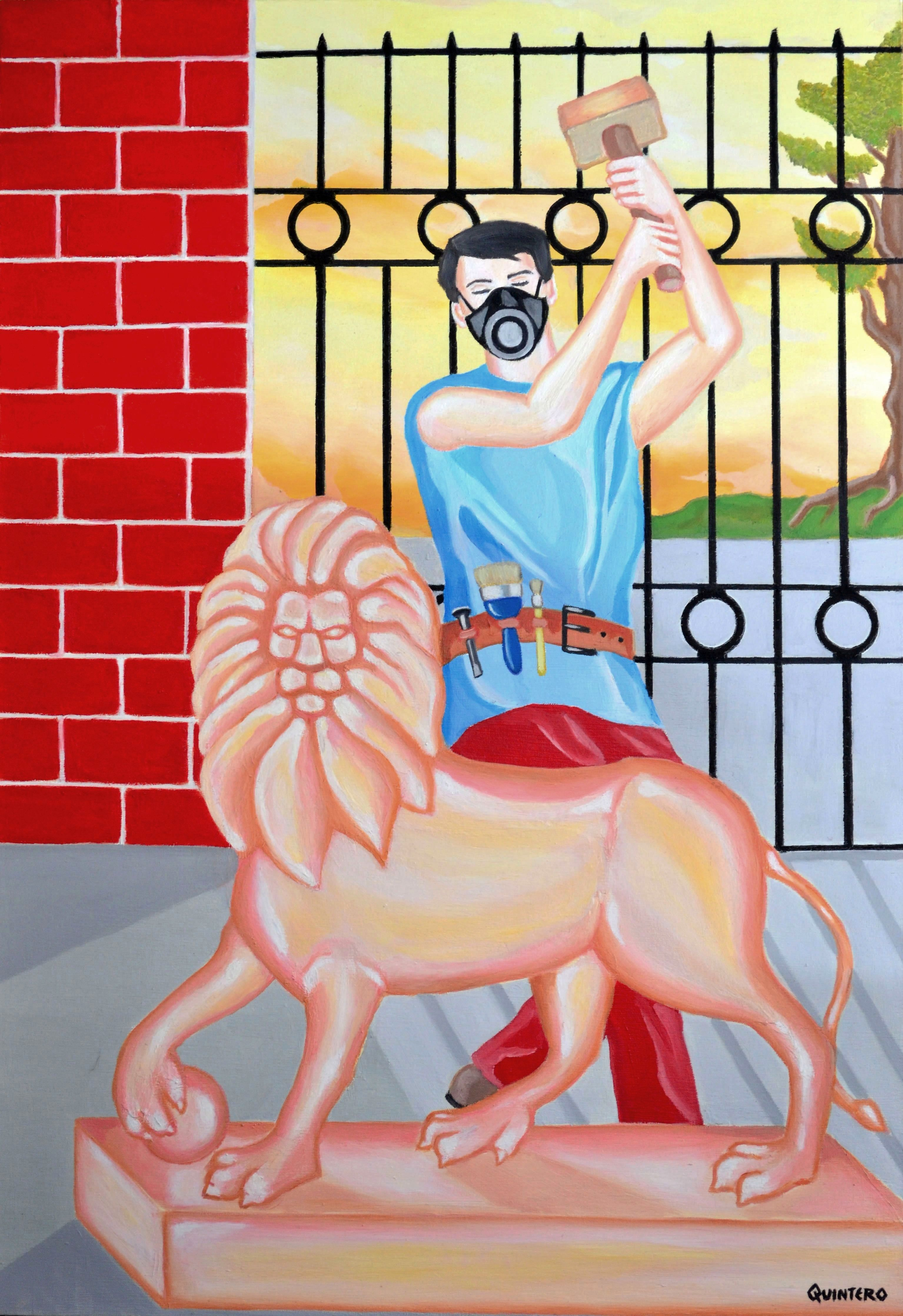
Crear, preservar, destruir
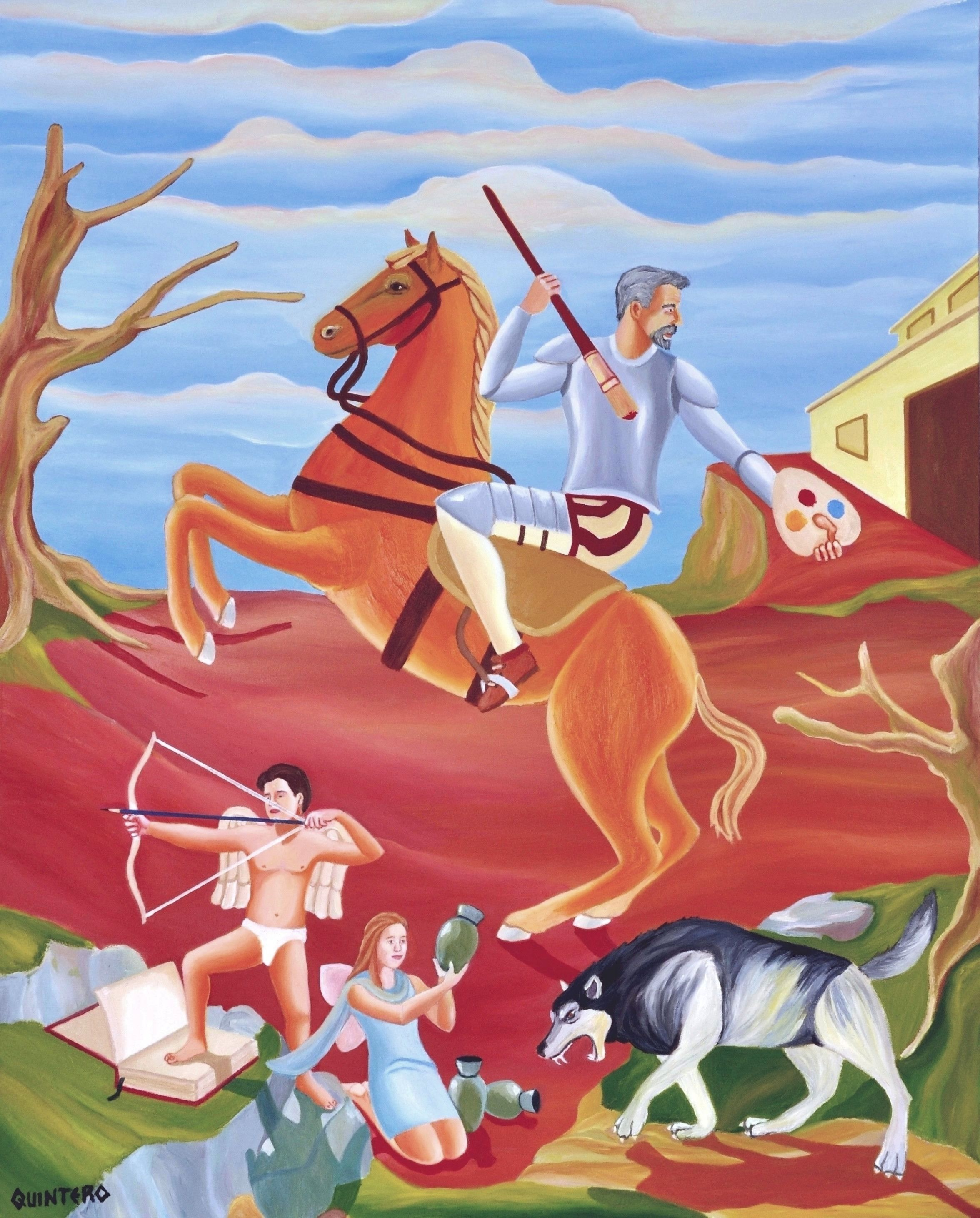
Las palabras son imágenes, las imágenes son palabras
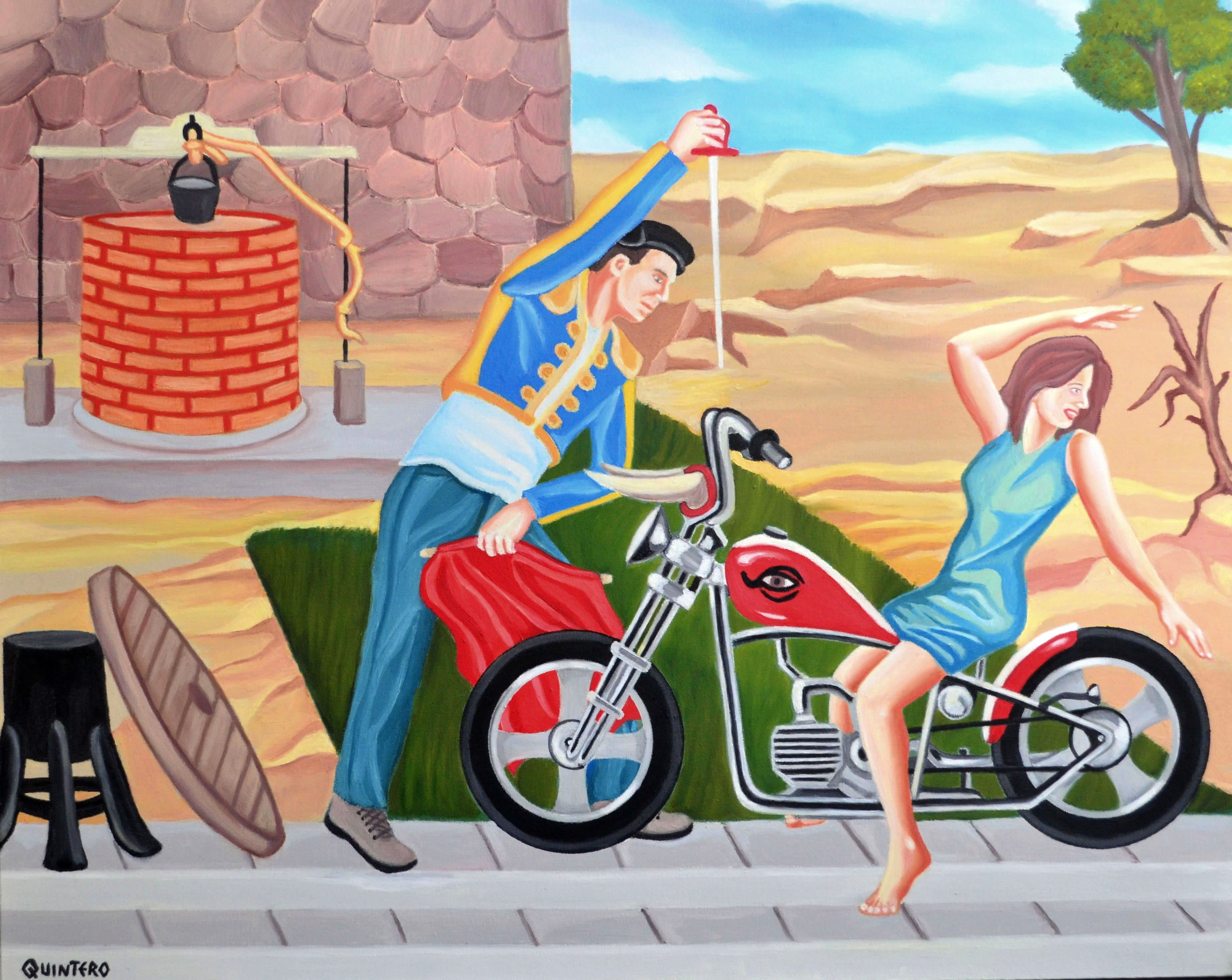
Estocada de delirio
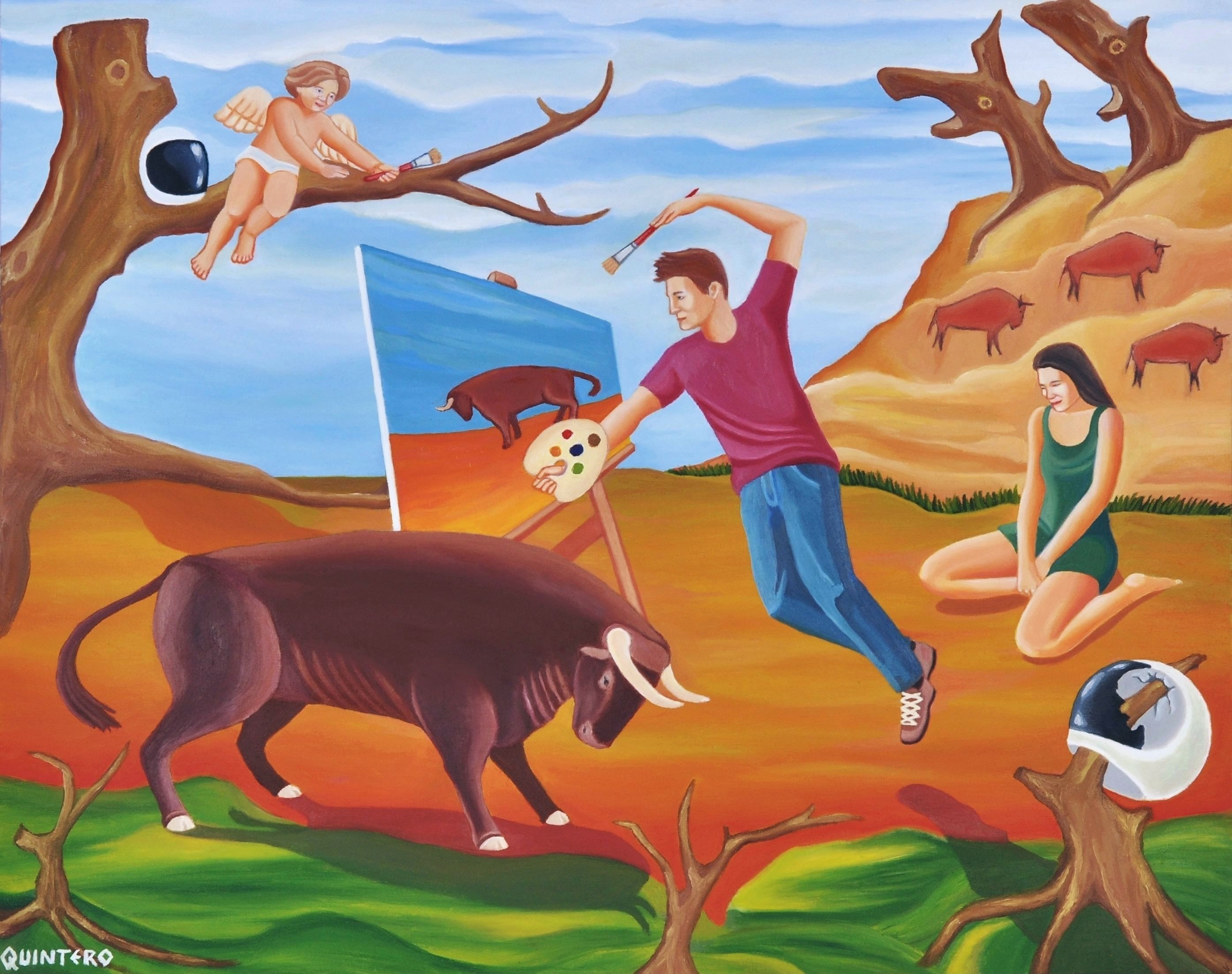
Poesía muda
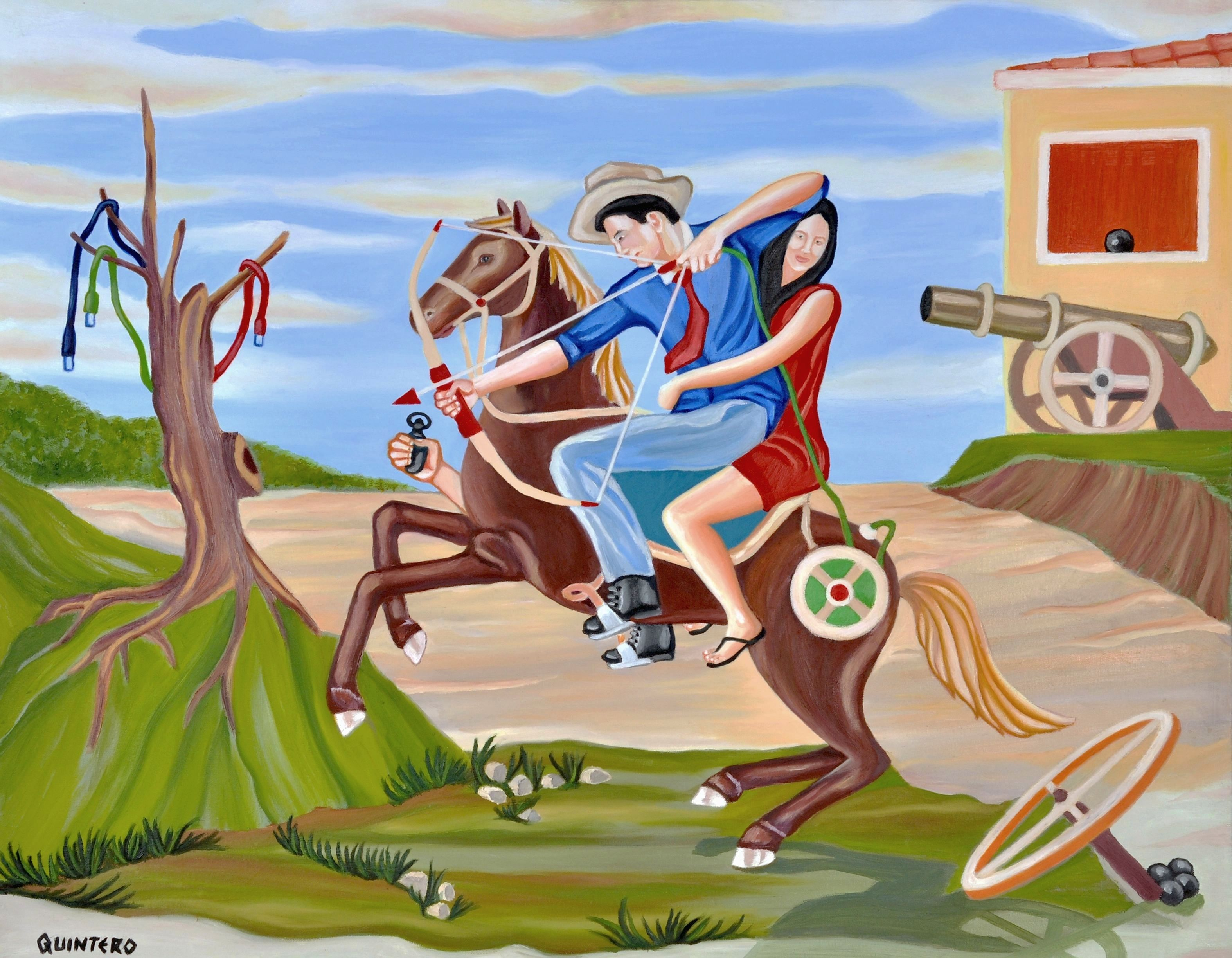
Troyanos en el mundo frágil
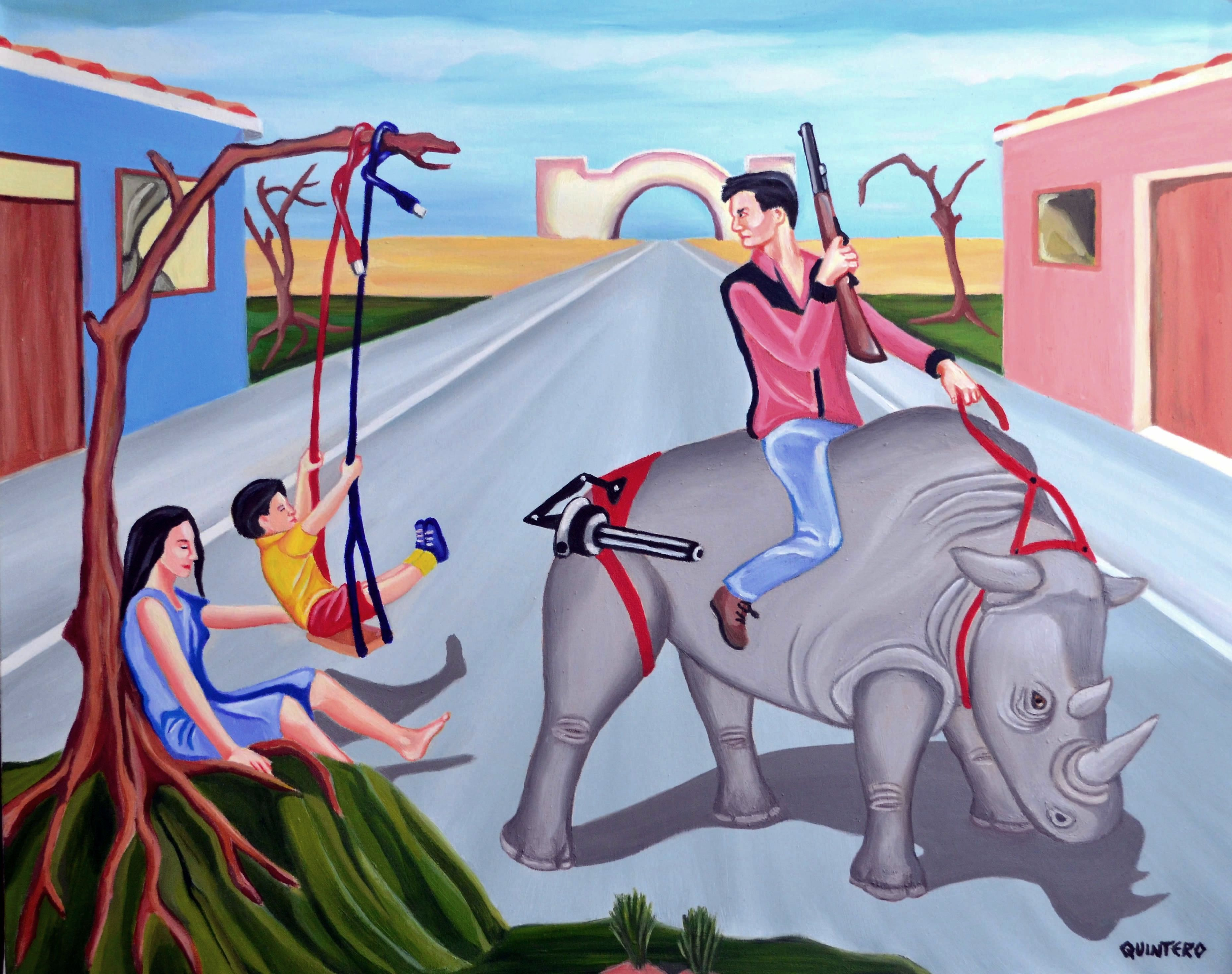
Softworld, hardworld